# Chrysopogon muelleri
Chrysopogon muelleri is een vliegensoort uit de familie van de roofvliegen (Asilidae). De wetenschappelijke naam van de soort is voor het eerst geldig gepubliceerd in 1892 door von Roeder.